# Бруцелін
Бруцелін (лат. brucellinum) — фільтрат 30-денної бульйонної культури трьох типів бруцел, який застосовують як алерген для діагностики і специфічного лікування бруцельозу проведенням внутрішньошкірної проби Бюрне, яку запропонував французький мікробіолог Етьєн Бюрне (фр. Etienne Burnet).
Алергічну пробу Бюрне використовують для виявлення стану гіперчутливості сповільненого типу до алергенів бруцел у хворих людей та перехворілих на бруцельоз. у випадку захворювання її ставлять з 15-20-го дня захворювання. Внутрішньошкірно в ділянку середньої третини передпліччя вводять 0,1 мл бруцеліну. Позитивною вважають реакцію в тому випадку, якщо через добу на місці введення виникає болючість, гіперемія та інфільтрація шкіри розміром в середньому 3х3 см (слабо позитивна — розміром 1x1 см, різко позитивна — 6x6 см). Алергічна реакція буває позитивною протягом багатьох років після перенесеного захворювання і у вакцинованих. На сьогодні у більшості країн розвиненої медицини пробу у людей не застосовують через наявність інши високоспецифічних методів діагностики та через можливість виникнення небажаних реакцій загострення хвороби. Також цю пробу можна використовувати в діагностиці бруцельозу у свійських тварин. Зокрема, її застосовують для дослідження на бруцельоз великої та дрібної рогатої худоби, буйволів, свиней і північних оленів, до того не імунізованих вакцинами проти бруцельозу.